# Sternenberg (Bauma)
Sternenberg (toponimo tedesco) è una frazione di 359 abitanti del comune svizzero di Bauma, nel Canton Zurigo (distretto di Pfäffikon).

## Storia

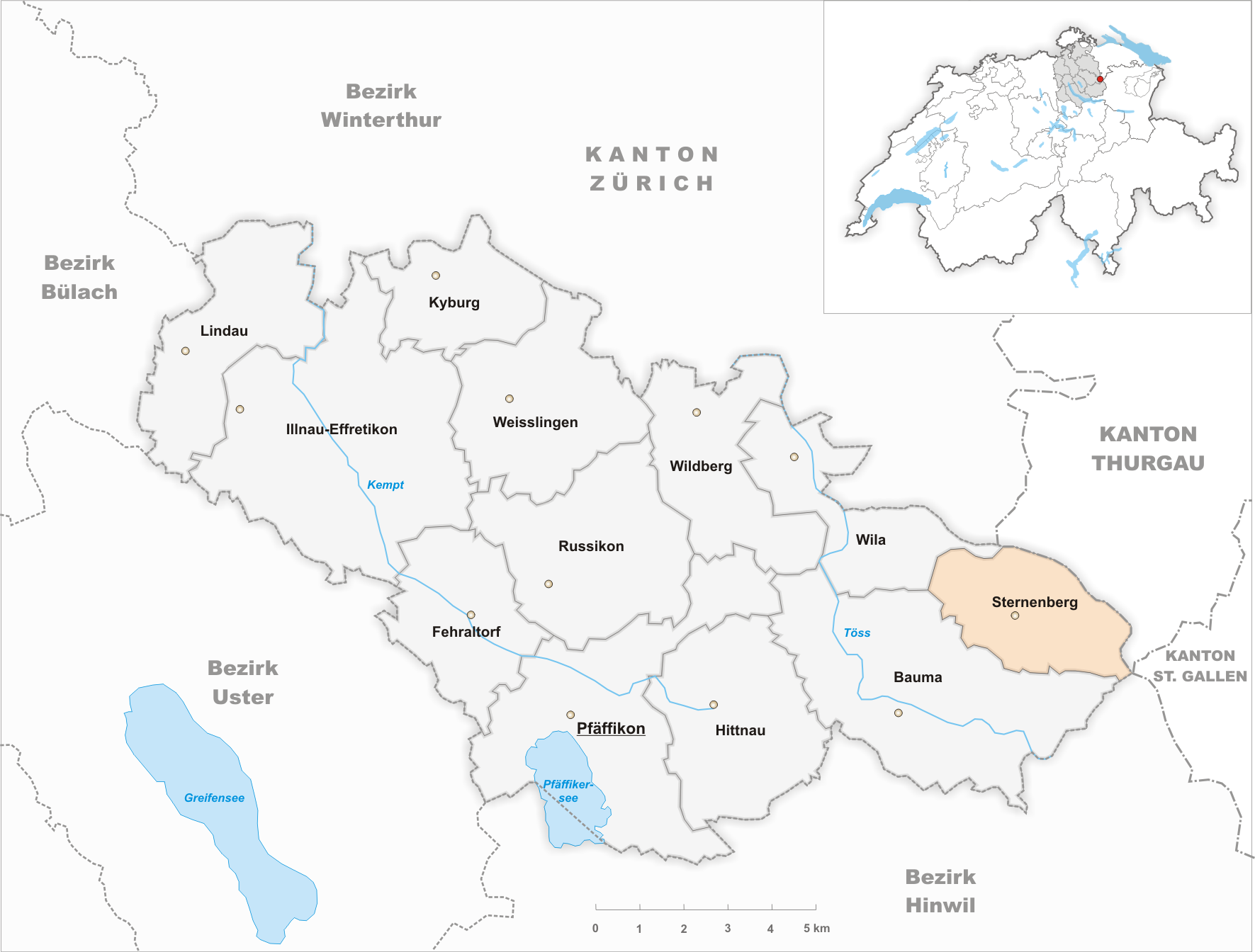
Il territorio del comune di Sternenberg prima degli accorpamenti comunali del 2015

Già comune autonomo che si estendeva per 8,75 km², il 1° gennaio 2015  si è fuso col comune di Bauma.

## Monumenti e luoghi d'interesse
- Chiesa riformata, attestata dal 1706[1].

## Società

### Evoluzione demografica
L'evoluzione demografica è riportata nella seguente tabella:
Abitanti censiti

## Amministrazione
Ogni famiglia originaria del luogo fa parte del cosiddetto comune patriziale e ha la responsabilità della manutenzione di ogni bene ricadente all'interno dei confini del comune.